# Нетовцы
Не́товцы (не́товщина, самоназвание — спасовцы, Спасово согласие) — одно из беспоповских направлений старообрядчества.
Также зовутся староспасовцами; новоспасовцы же приняли некоторые положения поморского согласия и отделились от нетовцев.

## Происхождение
Возникло в конце XVII века в среднем Поволжье и изначально не было связано с северными беспоповцами (федосеевцами и поморцами). В том же веке в Поморье был известен Ладожский скит, придерживавшийся спасовского учения.
Сами спасовцы считали своим первым учителем легендарного Капитона Даниловского.
Основателями Спасова согласия в некоторых источниках указываются Козьма Андреев и Козьма Панфилов из Керженца или просто некий крестьянин Козьма. По имени Козьма первоначально течение иногда называли козьминщиной, о чём упоминает в одном из первых противостарообрядческих исторических трудов бывший старообрядец Василий Флоров: «…беспоповщина, под именем Козмы, называемая Кузминишна, она же Нетовщина. Учитель их Козма бысть мужик неук, невежа, едва азбуку совершенно знал. Подруга себе имел второго Козму, называемы были Кузёмочки».
Однако в собственном сочинении спасовцев, «Свидетельстве от Божественнаго Писания и от истории иноческаго жития о непрерывном основании христианския веры под именем спасова согласия», написанном на рубеже 60—70-х гг XIX века, об основателях Козьмах не упоминается, а история течения возводится к Ладожскому скиту, основанному в конце XVII века в Поморье, в Повенецком уезде.

## Учение
Существует мнение, поддерживаемое и староспасовцами, что нетовщина является онтологическим продолжением учения новгородских и псковских стригольников.
Главной идеей учения является то, что в мире воцарился Антихрист, благодать взята на небо, Церкви больше нет, таинства истреблены. Сам человек не может способствовать своему спасению, спастись можно только через молитву Спаса (Сына Божьего), только Он знает, кто и как спасётся. Основным отличием нетовцев от большинства старообрядческих толков является то, что, считая православную церковь еретической, тем не менее, при переходе православного в нетовщину, они требуют не повторного крещения, а только произнесения семипоклонного начала и обещаний без их согласия «ни с кем не молиться и не сообщаться в пище, а также блюсти некоторые обычаи в молитве и одежде».
О крещении
До 1874 г., когда вышел Закон «О записи рождений и браков раскольнических в полицейские метрические книги», проводили регистрацию рождения и брака в государственной церкви, не придавая этому силы таинства, так как считали все таинства на земле утраченными.
За "принятие крещения" от православного священника, хотя для спасовцев это таковым не являлось, нетовцы подвергались резкой критике со стороны других старообрядческих толков, однако после выхода закона 1874 г. спасовцы «стали тяготиться и тою малою связью, которая заключалась в принятии от православных священников таинств брака и крещения».
Исследователь старообрядчества Г. Гребнёв писал «Таким образом, спасовцы своим притворным общением с православной церковью достигают признания гражданским законом их брачных союзов и рождающихся у них детей, по существу дела оставаясь враждебными церкви православной раскольниками». В подтверждение своей точки зрения он ссылался на то, что «после венчания супруги-раскольники сразу порывают связи с церковью, хоронят без церковного отпевания, без причащения». 

## История
В 1840 году Спасово согласие разделилось по вопросу о форме принятия новообрядцев, а в 1882 году начался спор по вопросу крещения. Этот процесс занял весь XIX век и привёл к образованию староспасовцев и новоспасовцев, которые в свою очередь разделились на малоначальных и большеначальных.
В литературе известны различные названия разных толков Спасова согласия, среди которых:
- нетовщина глухая (иногда — староспасовцы, а также келейники) — основная часть нетовцев, по самоназванию которых «спасово согласие» иногда называют всех нетовцев вообще. Исповедь совершают перед иконой, вычитывая Скитское покаяние, не совершают уставных молебнов, вместо которых они только читают Псалтирь и кладут поклоны, используя лестовку;
- поющие нетовцы, напротив, признают исповедь и отправляют службы, совершая пение по уставу, известны случаи обращения их за таинствами к духовенству синодальной церкви;
- отрицанцы выделились из основного течения в сороковых годах XIX столетия. Их название связано с требованием от приходящих из православия отрекаться от неких ересей. Кроме того, в отличие от большинства нетовцев, отрицанцы сами крестят своих младенцев, а для заключения брака достаточно просто благословения родителей;
- новоспасовцы так же, как и отрицанцы, крестят младенцев сами, считая, что это таинство может совершить любой мирянин;
- немоляки не признают икон, в литературе известно одно из первых описаний общины немоляк, сделанное чиновником и этнографом Владимиром Толстым в его докладе «О великороссийских беспоповских расколах в Закавказье», опубликованном в «Чтениях в Имп. Обществе истории и древностей российских» за 1864 г. (кн. 4, 123—131). По сведениям Толстого в Закавказье это учение принёс донской казак-беспоповец Гавриил Зимин, высланный сюда начальством в 1837 г. Вслед за Толстым немоляк центральной России описал М. Пришвин в книге «У стен града невидимого» (в некоторых изданиях под названием «Светлое озеро»);
- некрестяки (или строгие нетовцы) не признают водного крещения;
- рябиновцы (рябиновщина, иногда логутовщина; самоназвание — беспоповцы по кресту честному) не молятся на иконы, на которых присутствует кто-либо кроме изображаемого образа, и почитают только кресты из рябины;
- любушкино согласие — их особенность: допущение сожительства «по любви» без таинства брака;
- дырники отрицают иконы как осквернённые образа и молятся строго на восток, для чего в домах существуют специальные молитвенные оконца.

## Современность
В настоящее время известно о существовании зарегистрированных общин новоспасовцев в Поволжье и о деятельности староспасовцев в Санкт-Петербурге, возрождающих древнее учение. Общая численность спасовцев — примерно 100 тыс. человек. Компактно спасовцы живут в Саратовской области, есть они также в Нижегородской, Владимирской, Ульяновской, Самарской, Оренбургской и других областях, а также в Татарстане, Мордовии и Алтайском крае.
Большинство общин по традиции сохраняют автономный статус либо действуют без государственной регистрации.
В связи с особенностями староспасовского вероучения большое значение в согласии получил исихазм, а также, помимо лестовки, стали использоваться и чётки.
В 2017 году в староспасовском согласии была создана трёхчастная мирянская иерархия. До проведения собора и выборов руководящего органа, согласие возглавляет временно исполняющий обязанности, местоблюститель:
- Алексей Николаевич Леонтьев (2017 — н. в.)

В 2006 году после долгого времени в селе Большое Туманово Нижегородской области был проведён собор новоспасовцев большого начала. Должность главы по приходам в новоспасовском согласии большого начала занимает:
- Александр Иванович Тарасов (2006 — н. в.)

Наставником новоспасовцев А. И. Тарасовым была выпущена брошюра «Догматические основы спасова согласия большого начала».